# Dreams (álbum de Evermore)
Dreams es el álbum debut del grupo de rock alternativo Evermore, lanzado el 27 de septiembre de 2004 en Australia, 8 de octubre de 2004 en Nueva Zelanda y 23 de mayo de 2006 en los Estados Unidos. El álbum alcanzó el puesto # 15 en la lista de álbumes de ARIA en Australia y recibió la acreditación de disco de platino en 2005.
El álbum fue nominado a cuatro premios ARIA Music ese mismo año. El primer sencillo del álbum fue "It's Too Late", que fue lanzado el 2 de agosto de 2004, donde debutó en el #38 en el cuadro de ARIA Singles, finalmente alcanzando el puesto #15 en noviembre de 2004. El sencillo fue también la séptima canción más escuchada en Australia en 2005. El segundo sencillo "For One Day" fue lanzado el 14 de febrero de 2005, debutando en el ARIA Singles Chart en el puesto #20. El sencillo también fue nominado para Single del Año en los premios ARIA Music. Un tercer sencillo, Come to Nothing, fue lanzado el 23 de mayo de 2005.
En 2006, un remix de Dirty South de "It's Too Late" alcanzó el puesto #1 en las listas del Australian Club Charts.

## Lista de canciones
Todas las canciones escritas y compuestas por Evermore. 
| Dreams |                                                           |          |  |
| N.º    | Título                                                    | Duración |  |
| 1.     | «Dreaming... pt. 1»                                       | 2:10     |  |
| 2.     | «It's Too Late»                                           | 3:55     |  |
| 3.     | «This Unavoidable Thing Between Us»                       | 5:02     |  |
| 4.     | «For One Day»                                             | 4:10     |  |
| 5.     | «Dreaming... pt. 2»                                       | 1:55     |  |
| 6.     | «Are You Satisfied???»                                    | 4:19     |  |
| 7.     | «Come to Nothing»                                         | 4:06     |  |
| 8.     | «Dreams Call Out to Me»                                   | 4:34     |  |
| 9.     | «Without Your Smile»                                      | 3:51     |  |
| 10.    | «Into the Ocean (Calling You)»                            | 5:11     |  |
| 11.    | «Know It's True»                                          | 6:02     |  |
| 12.    | «Sunshine»                                                | 2:39     |  |
| 13.    | «Everyone (Moving on)»                                    | 5:23     |  |
| 14.    | «Make It Right» (Bonus Track; Australia / Estados Unidos) | 4:16     |  |
| 15.    | «I Feel» (Bonus Track; Australia / Estados Unidos)        | 3:53     |  |

## Personal
- Jon Hume - vocales, guitarra
- Peter Hume - vocales, teclados, bajo
- Dann Hume - vocales, batería

## Historia
| Región         | Fecha                    | Sello                           | Formato              | Catálogo   |
| -------------- | ------------------------ | ------------------------------- | -------------------- | ---------- |
| Australia      | 27 de septiembre de 2004 | East West Records, Warner Music | CD, descarga digital | 5046751482 |
| Nueva Zelanda  | 8 de octubre de 2004     | East West Records, Warner Music | CD, descarga digital |            |
| Estados Unidos | 23 de mayo de 2006       | Zealous                         | CD, descarga digital |            |